# Бољи живот
Бољи живот је југословенска телевизијска серија снимљена у продукцији Телевизије Београд која је постигла огромну гледаност у бившој СФР Југославији. Представљала је мешавину сапунице, комедије и драме. Серија има 90 епизода, као и новогодишњи специјал. Премијерно је емитована у периоду од 1987. до 1991, а после је доживела бројне репризе. Због велике популарности серије направљен је и филм Бољи живот.
Сценарио су написали Синиша и Љиљана Павић. У првом и другом циклусу (1987−88) снимљено је 55 епизода. Режију су потписала тројица редитеља. Првих 29 епизода заједно су режирали Александар Ђорђевић и Михаило Вукобратовић, док су на осталих 26 сарађивали Вукобратовић и Андрија Ђукић. Трећи циклус почео је истоименим целовечерњим филмом снимљеним 1989. који је, као и свих 35 епизода трећег циклуса (сниманог 1990.), режирао Михаило Вукобратовић.

## Опис
У центру збивања серије је петочлана београдска породица Попадић, коју чине муж, жена, два сина и кћерка. Они се сукобљавају са свакодневним проблемима у друштву. У улози главног јунака, Драгише Попадића, главе породице Попадић је Марко Николић. Његову супругу Емилију глуми Светлана Бојковић, старијег сина Сашу, Борис Комненић, кћерку Виолету Лидија Вукићевић а најмлађег Бобу, Драган Бјелогрлић. Повремени члан домаћинства је и Емилијин ујак, Коста Павловић кога глуми Предраг Лаковић, власник идеалне трећине њиховог породичног дома у који се вратио из Париза.

## Улоге
| Глумац                 | Улога                                         |
| ---------------------- | --------------------------------------------- |
| Марко Николић          | Драгиша Попадић „Гига Моравац“                |
| Светлана Бојковић      | Емилија „Ема“ Попадић                         |
| Борис Комненић         | Александар „Саша“ Попадић („Гуза”)            |
| Лидија Вукићевић       | Виолета „Вики“ Попадић                        |
| Драган Бјелогрлић      | Слободан „Боба“ Попадић                       |
| Предраг Лаковић        | ујка Коста Павловић                           |
| Аљоша Вучковић         | доктор Иво Лукшић                             |
| Јелица Сретеновић      | Ковиљка „Кока“ Станковић                      |
| Иван Бекјарев          | Стевица Курчубић                              |
| Горица Поповић         | Дара Завишић                                  |
| Јосиф Татић            | Божидар Солдатовић „Божа Јатаганац“           |
| Снежана Савић          | Нина Андрејевић - Солдатовић „Нина Јатаганац“ |
| Воја Брајовић          | професор Душан Марковић „Терминатор“          |
| Љиљана Лашић           | Лела Марковић                                 |
| Оливера Марковић       | Савка Радовић Ђорђевић „Буба“                 |
| Власта Велисављевић    | магистар Властимир Ђорђевић                   |
| Сека Саблић            | Сека Секуловић                                |
| Михајло Викторовић     | Ђорђе Цигановић                               |
| Ташко Начић            | Божидар Мајковић                              |
| Радмила Савићевић      | Живадинка „Жарка“ Шијаковић                   |
| Љиљана Благојевић      | Бранка Павловић                               |
| Душан Почек            | Јездимир Ускоковић/Тугомир Ускоковић          |
| Љиљана Стјепановић     | Елеонора Мајковић „Спечена“                   |
| Мирко Буловић          | директор Биберовић                            |
| Бата Живојиновић       | Александар Костић „Мацола“                    |
| Миодраг Петровић Чкаља | Љубиша „Љупче“ Бранковић                      |
| Љубиша Самарџић        | Љубомир Завишић                               |
| Милан Штрљић           | адвокат Дејан Милићевић                       |
| Борис Дворник          | Лујо Лукшић                                   |
| Милош Жутић            | Светислав Баронов „Барон“                     |
| Драган Николић         | Ђорђе Пашалић                                 |
| Мира Фурлан            | Финка Пашалић                                 |
| Љиљана Седлар          | Дуда Павловић                                 |
| Мирослав Бијелић       | Мирко Павловић                                |
| Петар Краљ             | адвокат Радујковић                            |
| Мија Алексић           | Димитрије „Мита“ Кркић                        |
| Розалија Леваи         | Јатаганчева секретарица Ружица                |
| Чедомир Петровић       | Филип                                         |
| Дубравка Мијатовић     | Сања Маринковић                               |
| Весна Тривалић         | Љиљана Поповић                                |
| Дарко Томовић          | Ђукан Вукотић                                 |
| Мима Караџић           | Данило Зекавица                               |
| Жарко Радић            | Веља „Калемар“                                |
| Никола Којо            | Штеф Баленовић                                |
| Драган Петровић        | Јоже Липовшек                                 |
| Горан Радаковић        | Халид Омеровић                                |
| Миодраг Крстовић       | Михајло „Мајк“                                |
| Душан Јанићијевић      | професор Бошко Маринковић                     |
| Маја Сабљић            | медицинска сестра Маја                        |
| Данило Лазовић         | Шабан                                         |
| Миша Јанкетић          | Киза                                          |
| Предраг Милинковић     | Рапајић                                       |
| Драго Чумић            | професор Јанковић „Мравојед“                  |
| Милан Гутовић          | Ђанкарло Мароти                               |
| Ева Рас                | Лепосава Аврамовић Цигановић                  |
| Милица Милша           | секретарица Ивона                             |
| Раде Марјановић        | Бошко                                         |
| Бранко Цвејић          | Божидар Кецић „Кец“                           |
| Татјана Лукјанова      | глумица Ивона                                 |
| Феђа Стојановић        | управник позоришта/муж Ивине станодавке       |
| Жижа Стојановић        | станодавка                                    |
| Боро Стјепановић       | Богдан Бекчић                                 |
| Семка Соколовић-Берток | Сена Лукшић                                   |
| Милорад Мандић         | Веселин Милић „Миле Пиле“                     |
| Олга Одановић          | Мима                                          |
| Александар Хрњаковић   | Мирољуб Ристић „Риле Пас“                     |
| Дејан Ковачевић        | Андрија Костић „Камењар“                      |
| Бранка Катић           | Маја Магдић                                   |
| Душан Голумбовски      | судија                                        |
| Јанез Врховец          | Емилијин адвокат                              |
| Стојан Дечермић        | доктор Гановић                                |
| Марко Баћовић          | поручник                                      |
| Снежана Никшић         | Јелка Маринковић                              |
| Миодраг Радовановић    | доктор Ивановић                               |
| Ванеса Ојданић         | Мајковићева секретарица                       |

## Епизоде
| Сезона | Сезона | Епизоде | Епизоде | Оригинално емитовање | Оригинално емитовање |
| Сезона | Сезона | Епизоде | Епизоде | Премијера            | Финале               |
| ------ | ------ | ------- | ------- | -------------------- | -------------------- |
|        | 1.     | 26      | 26      | 10. јануар 1987.     | 4. јул 1987.         |
|        | 2.     | 29      | 29      | 5. септембар 1987.   | 25. јун 1988.        |
|        | 3.     | 35      | 35      | 21. октобар 1990.    | 16. јун 1991.        |

## Музика
Музика из серије са дванаест песама објављена је 1987. на грамофонској плочи у издању ПГП РТБ. Музику је написао и компоновао Војислав Воки Костић, а одсвирали Зоран Јовановић (гитара), Бојан Хрељац (бас), Слободан Марковић и Александар Сања Илић (клавијатуре). Текст песме "Ја хоћу живот" је написао глумац Љубиша Бачић, а отпевао је Дадо Топић.
Списак песама:
- А1. Ја хоћу живот - 3:00
- А2. Младост, младост е па шта је! - 3:40
- А3. Драгишин сан - 3:00
- А4. Хоћу - Нећу	- 1:10
- А5. Виолетино сањарење - 1:50
- А6. Има - нема посла - 1:13
- Б1. Ја хоћу живот - 3:00
- Б2. Ајде да фурамо - 3:40
- Б3. Некад било, а сад? - 2:00
- Б4. Живот није лото - 1:35
- Б5. Дајте ми наследство - 1:32
- Б6. Бриго моја - 3:00

## Награде
Награде за најбољи Глумачки пар године по избору читалаца ТВ Новости добили су:
- Светлана Бојковић за улогу Емилије и Марко Николић за улогу Драгише Попадића на Филмским сусретима у Нишу 1987.
- Лидија Вукићевић за улогу Виолете Попадић и Аљоша Вучковић за улогу Ива Лукшића на Филмским сусретима у Нишу 1988.
- Весна Тривалић за улогу Љиљане и Драган Бјелогрлић за улогу Бобе на Филмским сусретима у Нишу 1991.

## Промена улога кроз серију
- Богољуб Петровић је у првом делу серије глумио командира у затвору, а у другом цариника.
- Феђа Стојановић је у првој сезони играо управника позоришта, а касније љубоморног мужа Ивине станодавке.
- Бранко Јеринић се најпре појавио као продавац намештаја, затим као човек који дели Гиги савете о понашању на граници, а касније као естрадни менаџер Нине Андрејевић.
- Мило Мирановић и Надежда Вукићевић су тумачили Бобине професоре физичког и хемије, а касније се јављају у другом својству; Мирановић у улози полицајца, а Вукићевићева у улози Гигине колегинице.
- Бошко Пулетић најпре тумачи антиквара који откупљује Емилијин сервис за ручавање, а потом рецепционера у Солуну.
- Душан Булајић најпре игра директора хотела у коме Саша заказује свадбу, а потом управника клинике у којој ради Иво Лукшић.
- Милутин Јевђенијевић у првом делу серије игра службеника који ради у предузећу са Гигом, а касније игра Милета, мајстора који поправља врата у кући Јатаганца и Нине Андрејевић.
- Младен Недељковић најпре тумачи Жоржа, конобара који ради у бифеу позоришта, док се касније у једној епизоди појавио као милиционер.
- Михајло Бата Паскаљевић се у првом циклусу појавио као Гигин разредни старешина на прослави годишњице матуре, а у трећем као Шурњајић, који Лукшићу продаје накит.
- Богосава Никшић Бијелић се у првом циклусу појавила као Бубина пријатељица, док је касније играла лик Магдалене Никифоровић.

## Занимљивости и недоследности
- Бољи живот је последња југословенска телевизијска серија. Неколико дана након завршетка емитовања серије (последња епизода емитована је 16. јуна 1991), Словенија и Хрватска једнострано су прогласиле независност од СФР Југославије, тако да је то последња серија емитована у систему Југословенске радио-телевизије.
- Репризе серије током 1990-их донеле су велику гледаност РТС-у. У фебруару 2007. године, реприза серије била је на 3. месту по гледаности (23,3% гледалаца је тада пратило серију).
- Јесени 2011. године, Марко Николић (Гига) и Светлана Бојковић (Емилија), снимили су рекламу за ланац продавница Идеа у којој су репризирали своје улоге из серије.[7][8] У децембру исте године, пар је гостовао у ток-шоу емисији Вече са Иваном Ивановићем, где су причали углавном о Бољем животу. Након популарности епизоде ове емисије као и прве рекламе, у фебруару 2012. снимљена је још једна реклама.[9][10]
- Хрватска телевизија Дома је са емитовањем серије кренула 5. новембра 2012. године,[11][12] у исто време кад је на ривалској телевизији РТЛ емитована турска сапуница Сулејман Величанствени. Иако је Сулејман Величанствени била изузетно популарна серија у Хрватској у то време, гледаност Бољег живота је била већа.[13][14][15]
- У Босни и Херцеговини серија је од 2015. године често емитована на Федералној телевизији (ФТВ).
- У првом делу серије, хипохондар Јездимир (Душан Почек) се презива Бошковић, док је у другом делу његово презиме Ускоковић.
- Гигин адвокат (Петар Краљ) се најпре презивао Алексић, а потом Радујковић.
- Цигановић (Михајло Викторовић) се у једном тренутку зове Ђорђе, а у другом Велимир.
- Спечена (Љиљана Стјепановић) се у ранијим епизодама звала Душанка Марић, а у каснијим Елеонора Мајковић.
- Првобитно, Живадинка (Радмила Савићевић) се презивала Шијаковић, док је у другом делу серије њено презиме Жикић.
- Буба (Оливера Марковић) се најпре звала Јулијана, а касније је магистар Ђорђевић ословљава именом Савета.
- Име Мацолиног сина и Бобиног школског друга је првобитно било Андрија, а касније, на додели диплома, поменуто је како се зове Властимир.
- Коцкар (Миодраг Крстовић) са којим Саша игра покер, а који касније постаје његов шеф најпре се звао Бранко, али је касније његово име промењено у Михајло.
- Име адвоката Милићевића (Милан Штрљић) је првобитно било Лабуд, али се касније представљао под именом Дејан.
- Глумци који су тумачили чланове породице Попадић углавном нису својим ликовима одговарали по годинама. Наиме, Драгиша и Емилија били су старији од глумаца који су их тумачили, што је решавано шминком, док су Александар, Виолета и Слободан били млађи од глумаца који су их тумачили.
- За неке од улога првобитно су били предвиђени други глумци, па је тако улогу Емилије Попадић одбила Вера Чукић, док је због обавеза у позоришту Жарко Лаушевић одбио улогу Саше Попадића, која је посебно написана за њега. Такође, за улогу Виолете Попадић је била планирана Ена Беговић.[16] За улогу Нине Андрејевић је била планирана Лепа Брена која је то одбила[17], док је Дара Џокић одбила улогу Бранке Павловић.[18]
- Највећа мистерија јесте премонтирање првог дела серије које никада није објашњено. Наиме, прва два циклуса серије су оригинално имала 55 епизода у трајању од 50 минута, али су већ након премијерног емитовања премонитрана и скраћена на 47 епизода у трајању од 40 минута. Према томе, први део серије је имао знатно више сцена. Већ прво репризирање серије, средином 1990-их година, донело је премонтирану и скраћену верзију. Тако су из серије у потпуности уклоњени неки ликови, међу којима су лик Луце, Бранковићеве супруге, коју је тумачила Мелита Бихали[19], као и службенице из предузећа Балкан промет, које су тумачиле Јелена Тинска и Гордана Марић, додуше, неке сцене са Горданом Марић су ипак преживеле (рецимо појављује се у премонтираној 29. епизоди). Много година касније, та сећања су поткрепљена када су се на Интернету појавили и VHS снимци, који су садржали поједине сцене из првог емитовања које су накнадно избрисане. Самим тим, серија укупно има 90 епизода, колико је према тврдњама сценаристе Синише Павића и написано.[20] Такође, накнадно је монтирана и уводна шпица. Иницијална шпица је у првим епизодама била другачија, с обзиром на то да шпица која се приказује у репризама садржи сцене из каснијих епизода (између осталог и 31. епизоде). Како је серија истовремено писана, снимана и емитована, ови детаљи садашњу најавну шпицу чине немогућом за прво емитовање. Оригинална, међутим, још увек није пронађена.